# Ásmundur Sveinsson
Ásmundur Sveinsson , nacido el 20 de mayo de 1893 en Kolsstadir, al oeste de Islandia y fallecido el 9 de diciembre de 1982 en Reikiavik, fue un escultor islandés.

## Datos biográficos
En 1915 Ásmundur se trasladó a Reykjavík donde ingresó en el Colegio Técnico de Islandia siendo allí alumno del escultor Ríkarður Jónsson durante cuatro años. En 1919 se trasladó a Copenhague, Dinamarca, y desde allí a Estocolmo, Suecia, donde ingresó en la Academia de Bellas Artes de Suecia, allí pasó seis años, la mayor parte del tiempo fue alumno de Carl Milles.
En 1924 contrajo matrimonio con la escultora Gunnfríður Jónsdóttir, de la que se divorció más tarde. Contrajo segundas nupcias con Ingrid y juntos tuvieron dos hijos. Tras graduarse en la Academia, Ásmundur permaneció un tiempo en París, Francia; allí continuó su formación, bajo la tutela del escultor Charles Despiau.

## Obras

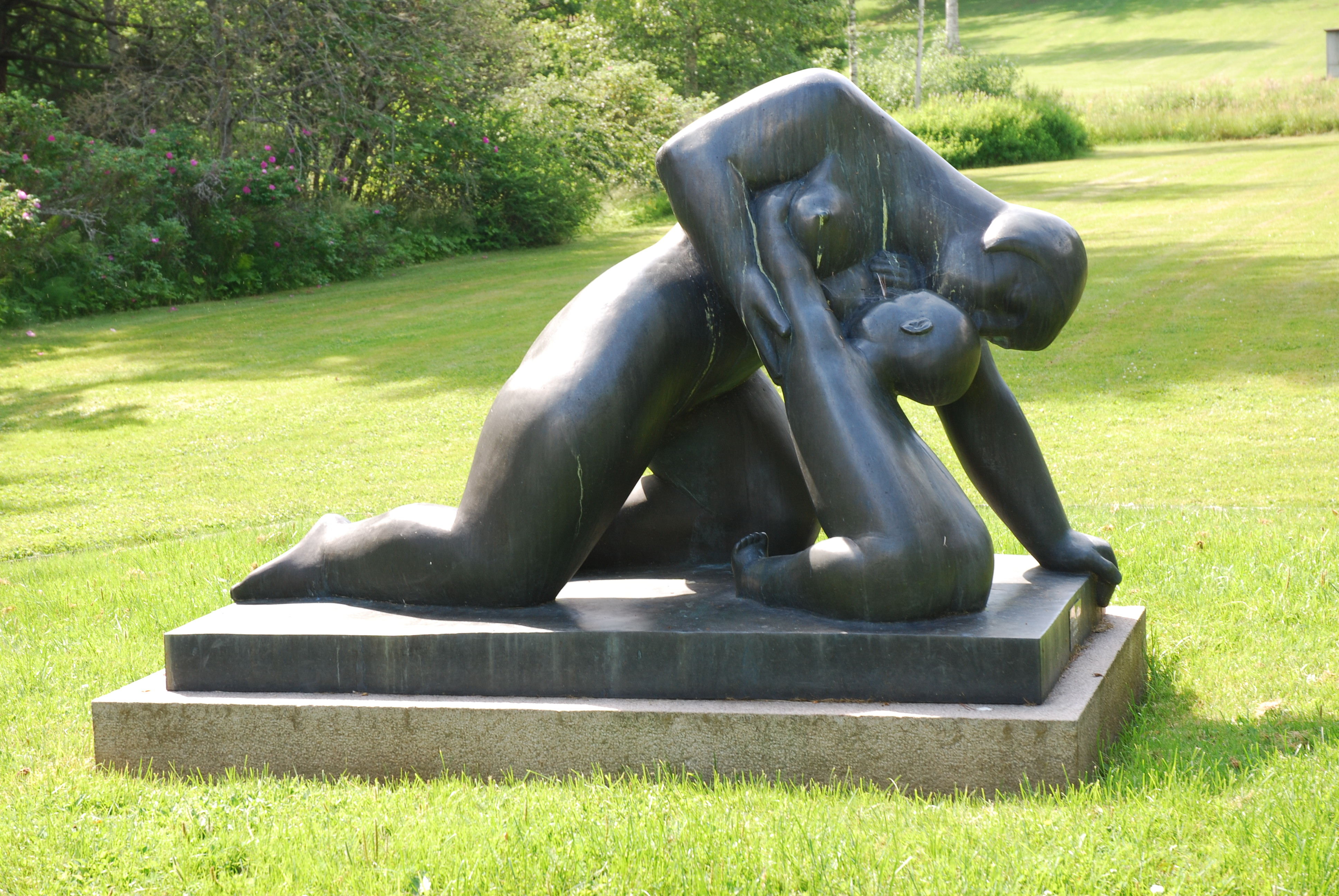

(pulsar sobre la imagen para ampliar) 